# Bahnstrecke Rimini–San Marino
| |                          |                                         |                                         |
| |                          |                                         |                                         |
| Streckenlänge: | 31,5 km                  |                                         |                                         |
| Spurweite: | 950 mm (ital. Meterspur) |                                         |                                         |
| Stromsystem: | 3000 V =                 |                                         |                                         |
| |                          |                                         |                                         |
| \| \| 31,50 \| Rimini FS Übergang zur FS \| 4 m s.l.m. \| \| \| 30,20 \| Rimini Marina \| 3 m s.l.m. \| \| \| \| Via Flaminia \| \| \| \| 21,70 \| Coriano-Cerasolo \| 50 m s.l.m. \| \| \| 19,81 \| Italien / San Marino \| Italien / San Marino \| \| \| 19,54 \| Ausa (3× 10 m) \| Ausa (3× 10 m) \| \| \| 18,41 \| Ausa (3× 5 m) \| Ausa (3× 5 m) \| \| \| 18,24 \| Ausa (2× 5 m) \| Ausa (2× 5 m) \| \| \| 17,90 \| Dogana \| 67 m s.l.m. \| \| \| \| Kehrtunnel Poggio di Serravalle (102 m) \| \| \| \| \| Sant'Andrea (258 m) \| \| \| \| 15,00 \| Serravalle \| 134 m s.l.m. \| \| \| \| Cà Vir (78 m) \| \| \| \| \| Fiorina (65 m) \| \| \| \| \| Lisignano (256 m) \| \| \| \| 10,31 \| Straßenüberführung (10 m) \| Straßenüberführung (10 m) \| \| \| 10,25 \| Viadukt (3× 10 m) \| Viadukt (3× 10 m) \| \| \| \| Cà Giannino (250 m) \| \| \| \| 9,50 \| Domagnano-Montelupo \| 314 m s.l.m. \| \| \| \| Cà Gozi (126 m) \| \| \| \| \| Cerbaiola (50 m) \| \| \| \| 7,00 \| Valdragone \| 392 m s.l.m. \| \| \| 6,63 \| Viadukt Fontevecchia mit AB51 (3× 10 m) \| Viadukt Fontevecchia mit AB51 (3× 10 m) \| \| \| \| Fonte Vecchia (79 m) \| \| \| \| \| Valdragona (43 m) \| \| \| \| \| Calintuffo (186 m) \| \| \| \| \| Santa Maria (698 m) \| \| \| \| 3,80 \| Borgo Maggiore \| 493 m s.l.m. \| \| \| 3,58 \| Viadukt und Metallbrücke (3× 10 m) \| Viadukt und Metallbrücke (3× 10 m) \| \| \| \| Borgo (173 m) \| \| \| \| \| Montalbo (186 m) \| \| \| \| 2,82 \| Unterführung unter Friedhofstraße (5 m) \| Unterführung unter Friedhofstraße (5 m) \| \| \| \| Kehrtunnel Piagge (515 m) \| \| \| \| \| Via Piana (91 m) \| \| \| \| \| Museumsbetrieb \| \| \| \| \| Montale (502 m) \| \| \| \| \| Museumsbetrieb \| \| \| \| 0,00 \| San Marino \| 643 m s.l.m. \| |                          |                                         |                                         |
| Kopfbahnhof Streckenanfang (Strecke außer Betrieb) | 31,50                    | Rimini FS Übergang zur FS               | 4 m s.l.m.                              |
| Haltepunkt / Haltestelle (Strecke außer Betrieb) | 30,20                    | Rimini Marina                           | 3 m s.l.m.                              |
| Bahnübergang (Strecke außer Betrieb) |                          | Via Flaminia                            | Via Flaminia                            |
| Haltepunkt / Haltestelle (Strecke außer Betrieb) | 21,70                    | Coriano-Cerasolo                        | 50 m s.l.m.                             |
| Grenze (Strecke außer Betrieb) | 19,81                    | Italien / San Marino                    | Italien / San Marino                    |
| Brücke über Wasserlauf (Strecke außer Betrieb) | 19,54                    | Ausa (3× 10 m)                          | Ausa (3× 10 m)                          |
| Brücke über Wasserlauf (Strecke außer Betrieb) | 18,41                    | Ausa (3× 5 m)                           | Ausa (3× 5 m)                           |
| Brücke über Wasserlauf (Strecke außer Betrieb) | 18,24                    | Ausa (2× 5 m)                           | Ausa (2× 5 m)                           |
| Haltepunkt / Haltestelle (Strecke außer Betrieb) | 17,90                    | Dogana                                  | 67 m s.l.m.                             |
| Tunnel (Strecke außer Betrieb) |                          | Kehrtunnel Poggio di Serravalle (102 m) | Kehrtunnel Poggio di Serravalle (102 m) |
| Tunnel (Strecke außer Betrieb) |                          | Sant'Andrea (258 m)                     | Sant'Andrea (258 m)                     |
| Bahnhof (Strecke außer Betrieb) | 15,00                    | Serravalle                              | 134 m s.l.m.                            |
| Tunnel (Strecke außer Betrieb) |                          | Cà Vir (78 m)                           | Cà Vir (78 m)                           |
| Tunnel (Strecke außer Betrieb) |                          | Fiorina (65 m)                          | Fiorina (65 m)                          |
| Tunnel (Strecke außer Betrieb) |                          | Lisignano (256 m)                       | Lisignano (256 m)                       |
| Brücke (Strecke außer Betrieb) | 10,31                    | Straßenüberführung (10 m)               | Straßenüberführung (10 m)               |
| Brücke (Strecke außer Betrieb) | 10,25                    | Viadukt (3× 10 m)                       | Viadukt (3× 10 m)                       |
| Tunnel (Strecke außer Betrieb) |                          | Cà Giannino (250 m)                     | Cà Giannino (250 m)                     |
| Haltepunkt / Haltestelle (Strecke außer Betrieb) | 9,50                     | Domagnano-Montelupo                     | 314 m s.l.m.                            |
| Tunnel (Strecke außer Betrieb) |                          | Cà Gozi (126 m)                         | Cà Gozi (126 m)                         |
| Tunnel (Strecke außer Betrieb) |                          | Cerbaiola (50 m)                        | Cerbaiola (50 m)                        |
| Haltepunkt / Haltestelle (Strecke außer Betrieb) | 7,00                     | Valdragone                              | 392 m s.l.m.                            |
| Brücke (Strecke außer Betrieb) | 6,63                     | Viadukt Fontevecchia mit AB51 (3× 10 m) | Viadukt Fontevecchia mit AB51 (3× 10 m) |
| Tunnel (Strecke außer Betrieb) |                          | Fonte Vecchia (79 m)                    | Fonte Vecchia (79 m)                    |
| Tunnel (Strecke außer Betrieb) |                          | Valdragona (43 m)                       | Valdragona (43 m)                       |
| Tunnel (Strecke außer Betrieb) |                          | Calintuffo (186 m)                      | Calintuffo (186 m)                      |
| Tunnel (Strecke außer Betrieb) |                          | Santa Maria (698 m)                     | Santa Maria (698 m)                     |
| Bahnhof (Strecke außer Betrieb) | 3,80                     | Borgo Maggiore                          | 493 m s.l.m.                            |
| Brücke (Strecke außer Betrieb) | 3,58                     | Viadukt und Metallbrücke (3× 10 m)      | Viadukt und Metallbrücke (3× 10 m)      |
| Tunnel (Strecke außer Betrieb) |                          | Borgo (173 m)                           | Borgo (173 m)                           |
| Tunnel (Strecke außer Betrieb) |                          | Montalbo (186 m)                        | Montalbo (186 m)                        |
| Strecke mit Straßenbrücke (Strecke außer Betrieb) | 2,82                     | Unterführung unter Friedhofstraße (5 m) | Unterführung unter Friedhofstraße (5 m) |
| Tunnel (Strecke außer Betrieb) |                          | Kehrtunnel Piagge (515 m)               | Kehrtunnel Piagge (515 m)               |
| Tunnel (Strecke außer Betrieb) |                          | Via Piana (91 m)                        | Via Piana (91 m)                        |
| |                          | Museumsbetrieb                          |                                         |
| Tunnel |                          | Montale (502 m)                         | Montale (502 m)                         |
| |                          | Museumsbetrieb                          |                                         |
| Kopfbahnhof Streckenende (Strecke außer Betrieb) | 0,00                     | San Marino                              | 643 m s.l.m.                            |

Die Eisenbahnstrecke Rimini–San Marino war eine grenzüberschreitende, elektrifizierte Schmalspurbahn, die die Stadt San Marino (der seit dem Jahr 366 unabhängigen gleichnamigen Republik San Marino) mit der Stadt Rimini in Italien verband. Sie wurde nach vierjähriger Bauzeit 1932 eingeweiht und gegen Ende des Zweiten Weltkriegs zerstört. Ein kurzer Abschnitt in San Marino wurde 2012 als Touristenattraktion wieder eröffnet.

## Geschichte

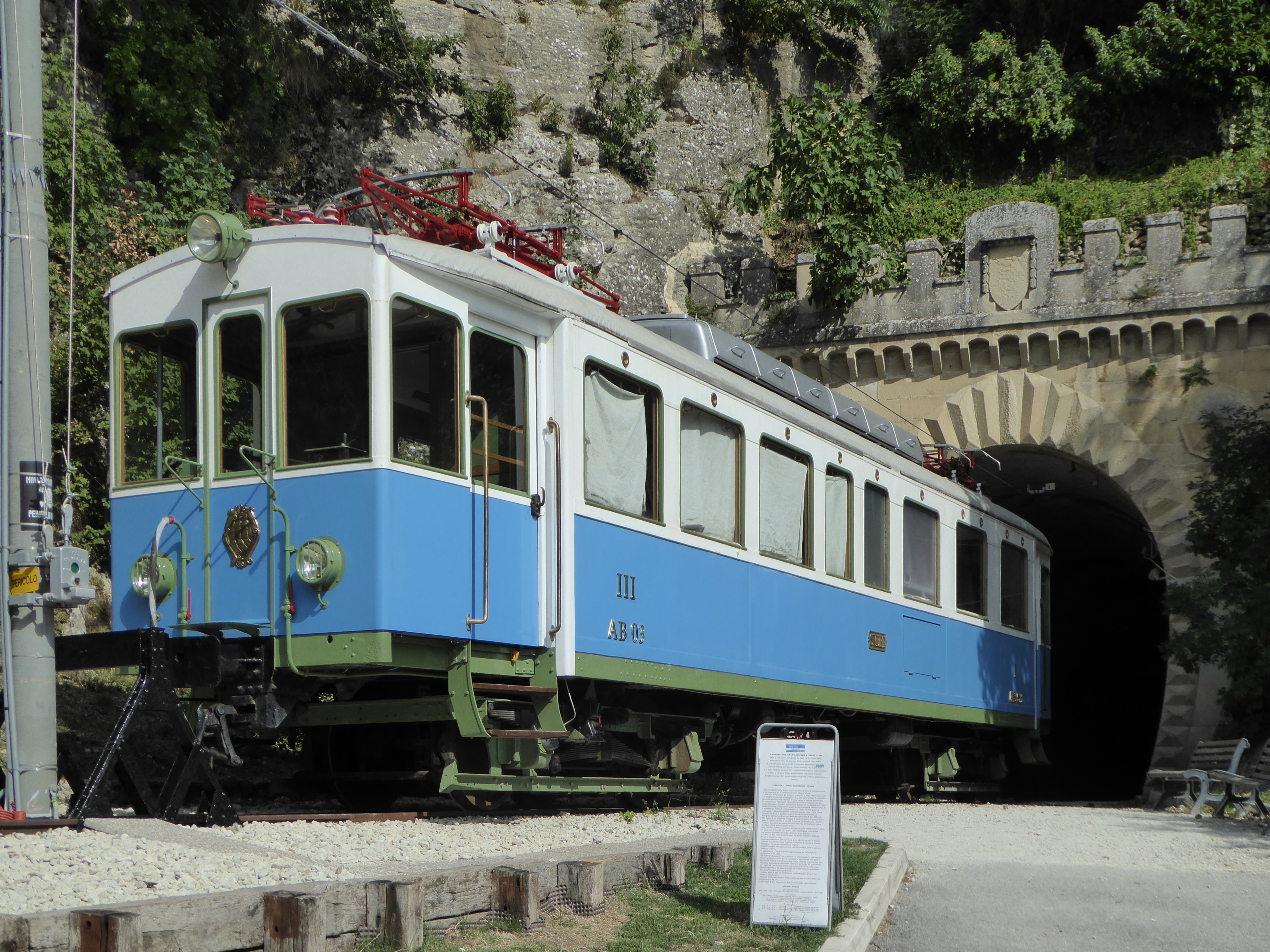
Museumstriebwagen AB 03 am stadtseitigen Endpunkt

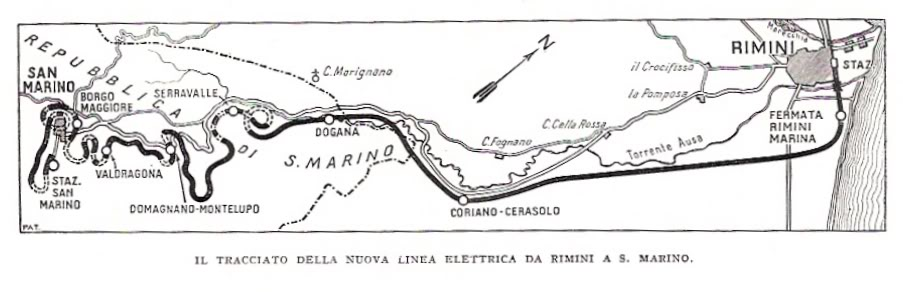
Streckenverlauf

Seit 1901 gab es Planungen, San Marino an die Bahnstrecke Bologna–Ancona anzubinden. Den Anstoß zum Bau der Strecke gab aber erst ein Staatsbesuch des italienischen Diktators Benito Mussolini im seit 1923 ebenfalls von den Faschisten regierten San Marino. Am 3. Dezember 1928 wurde mit Hilfe von mehr als 3000 italienischen Arbeitern mit dem Bau begonnen und am 12. Juni 1932 eröffnete die Eisenbahn ihren Betrieb. Die Betriebsführung übernahm die Società Veneto-Emiliana di Ferrovie e Tranvie (SVEFT), täglich verkehrten fünf bis sechs Zugpaare. Die Fahrzeit zwischen den Endpunkten betrug ca. 50 Minuten. Der Wagenpark umfasste die vierachsigen Triebwagen AB 01 bis AB 04, fünf gleichartige Beiwagen, einen Salonwagen für die „Capitani reggenti“ und 18 Güterwagen.
Die Strecke wurde durch ein Bombardement der Alliierten am 26. Juni 1944 stark beschädigt. Besonders im Abschnitt zwischen Domagnano und Valdragone waren die Schäden erheblich. Daraufhin wurde der Betrieb eingestellt und nicht mehr wiederaufgenommen. Die Eisenbahntunnel wurden zur Notunterkunft für Flüchtlinge aus Italien. Im Herbst brach eine Typhusseuche aus, sodass einige Wagen der Bahn genutzt wurden, Kranke unterzubringen.
Die Gleise wurden in den 1950er-Jahren abgetragen. Von der Bahnstrecke sind heute noch die Tunnel erhalten. Manche wurden wegen Einsturzgefahr gesperrt, andere für die Nutzung durch Fuß- und Radwege hergerichtet. Vom Südkopf des ehemaligen Endbahnhofs San Marino Città ausgehend wurde ein ca. 800 Meter langer Abschnitt wiederhergestellt und am 21. Juli 2012 als Museumseisenbahn eingeweiht. Davon verlaufen 500 Meter im Tunnel Montale. Es wird geprüft, ob dieser Betrieb um drei Kilometer durch vier weitere Tunnel, darunter einen Kehrtunnel, bis Borgo Maggiore verlängert werden kann.
Die beiden historischen Triebwagen AB 01 und AB 03 sind erhalten. Letzterer wurde 2011 bis 2012 auf Veranlassung der hierfür gegründeten „Assoziazione Treno Bianco Azzurro“ (Vereinigung Weißblauer Zug) betriebsfähig aufgearbeitet; er verkehrt auf der Museumsstrecke im Bereich des Montale-Tunnels unter einer Gleichspannung von 480 Volt. AB 01 ist in schlechtem Zustand im Depot Galavotto abgestellt und wartet dort auf eine künftige Aufarbeitung. Triebwagen 02 wurde 1995 im Tunnel Montale durch Brandstiftung zerstört und 04 von der Ferrovia Genova–Casella ausgeschlachtet und zerlegt.
Ebenfalls restauriert wurde mit AB 51 ein Personenbeiwagen I. und III. Klasse, der als Denkmal auf dem Viadukt Fontevecchia bei Valdragone aufgestellt wurde. Ein zweiachsiger, geschlossener Güterwagen mit der Kennung FC 22 wurde ab 2011 vollständig aufgearbeitet und neubeplankt und steht seitdem zusammen mit dem fahrfähigen Triebwagen im Montale-Tunnel.
Am 8. November 2022 wurde bekannt, dass Ingenieure der FS die Strecke inspizieren, um die Möglichkeit einer Wiederinbetriebnahme auszuloten.

## Strecke

### Technische Parameter
Die Strecke hatte eine Spurweite von 950 mm; sie war 31,50 km lang und vollständig mit 3000 V Gleichstrom elektrifiziert. Sie überwand einen Höhenunterschied von 639 Metern und führte dabei in ihrem Endabschnitt über drei Viadukte und 17 Tunnel, darunter zwei Kehrtunnel.

### Geografische Lage
Die Strecke begann in Rimini im Bahnhof der Ferrovie Padane auf einer Höhe von 4 Metern über dem Meeresspiegel und verlief bis zur Haltestelle Rimini Marina unweit des Meeres einen Kilometer lang parallel zur Bahnstrecke Bologna–Ancona. Anschließend bog sie nach Süd-Westen ab und querte die Via Flaminia, wo sich der einzige beschrankte Bahnübergang befand. Die übrigen 90 Bahnübergänge waren entweder unbeschrankt oder mit einem verschlossenen Tor versehen, dessen Schlüssel nur der jeweilige Grundstückseigner besaß, zu dem der Weg führte. Von der Via Flaminia aus fuhr der Zug durch lange gerade Abschnitte und weite Kurven in Richtung Südwesten zum Monte Titano. Hier lag die Haltestelle Coriano-Cerasolo. Danach wurden die Staatsgrenze überschritten und mit dem Bahnhof Dogana das Territorium von San Marino erreicht.
Hinter Dogana führte der Streckenverlauf in engen Radien weiter. Nach der Brücke über den Fluss Ausa und dem ersten Kehrtunnel unter der Stadt erreichte die Strecke Serravalle. Anschließend unterquerte die Eisenbahn in einem kurzen Tunnel die Landstraße San Marino–Dogana. Der Zug hielt noch an den Haltestellen Domagnano-Montelupo und Valdragone, ehe er drei Kurven später den Bahnhof von Borgo Maggiore erreichte, unterhalb der steilen Felswand des Monte Titano. Von hier aus konnten die Reisenden den schönen Ausblick auf den Montefeltro, San Leo und Verucchio genießen, bevor die Strecke nach fünf Tunneln, davon einem weiteren Kehrtunnel, im Bahnhof San Marino Città auf 643 Metern Höhe endete.